# وی۴۰۴۶ کمان
وی۴۰۴۶ کمان یک ستاره است که در صورت فلکی کمان قرار دارد.